# Gigantopecten latissimus
Gigantopecten
Genre
Espèce
Gigantopecten latissimus est une espèce fossile de mollusques bivalves ayant vécu au Miocène supérieur (étage Messinien) il y a environ entre 7,2 et 5,3 Ma (millions d'années).

## Description
Charles Armand Picquenard indique en 1922 que « cette espèce atteint le plus souvent des dimensions notables. Dans notre région, sa variété Apollo Dollfus et Dautzenberg, rencontrée à Chazé-Henry, atteint 16 centimètres 1/2 sur 17 centimètres 1/2; mais les échantillons de Saint-Grégoire, seule localité connue jusqu'ici en Bretagne., ont simplement une taille moyenne. L'ornementation des valves, en dehors do côtes latérales plus ou moins ébauchées, comporte dans sa partie moyenne, un petit nombre de côtes rayonnantes (5 ou 6) très aplaties et séparées par de larges intervalles plus ou moins costulés en long. La variété Apollo D. et D. comporte des stries longitudinales sur les grosses côtes, des costales et une fine ornementation transversale dans les intervalles, d'où un aspect général rappelant l'ensemble de l'ornementation du Pecten maximus ». 

## Bibliographe
- Gustave-Frédéric Dollfus, Philippe Dautzenberg, Conchyliologie du Miocène moyen du bassin de la Loire. Au siège de la Société géologique de France. Paris. 1902-1913
- Charles Armand Picquenard, Les Pectidinidés du Miocène moyen de Bretagne. Bulletin de la Société géologique et minéralogique de Bretagne, 1922, p. 39.
- Freneix (S.), Saint Martin (J.-P.) & Moissette (P.), 1987, Bivalves Ptériomorphes du Messinien d'Oranie (Algérie occidentale). Bulletin du Muséum National d'Histoire Naturelle, sér. 4, t. 9, vol. 1, p. 3-61